# Futuro. I Pocket di Fantascienza
Futuro. I Pocket di Fantascienza è stata una collana editoriale di romanzi di fantascienza edita da Ubaldo Fanucci Editore fra il giugno 1972 e il febbraio 1973. La serie è stata curata da Gianfranco De Turris e da Sebastiano Fusco.
Ha pubblicato per la prima volta le traduzioni di opere importanti di autori di primo piano quali Robert Silverberg, Philip José Farmer, Gordon R. Dickson, Cordwainer Smith, Poul Anderson e Clifford D. Simak. Tutti i volumi furono rilegati in brossura con foliazione di 184x110 mm.
La serie è stata ristampata integralmente dieci anni dopo, sempre da Fanucci, nella collana Sidera nello spazio e nel tempo.

## Elenco uscite
| Numero | Autore             | Titolo                                    | Note | Anno           |
| ------ | ------------------ | ----------------------------------------- | --- | -------------- |
| 1      | Robert Silverberg  | Violare il cielo                          | Romanzo fix-up del ciclo del Fuoco Blu. | Giugno 1972    |
| 2      | Philip José Farmer | Un dio dal passato ed altri romanzi brevi | Omnibus allestito dall'autore, comprende tre romanzi brevi: - Un dio dal passato - La figlia del comandante - Come diventare dio e godersela | Luglio 1972    |
| 3      | Gordon R. Dickson  | L'artiglio dello spazio                   | Secondo romanzo della dilogia di Dilbia. | Agosto 1972    |
| 4      | Cordwainer Smith   | L'astronave d'oro e altri racconti        | Raccolta di otto racconti afferente al ciclo della Strumentalità dell'Uomo.                                                                  | Settembre 1972 |
| 5      | Poul Anderson      | Scacchiera fra le stelle                  | Secondo romanzo della saga di Dominic Flandry entro il macro-ciclo della Storia Tecnica.                                                     | Ottobre 1972   |
| 6      | Clifford D. Simak  | La scelta degli dei                       | | Febbraio 1973  |